# 脇雅昭
脇 雅昭（わき まさあき、1982年〈昭和57年〉4月24日 - ）は、日本の政治家、総務官僚、弁護士。自由民主党所属の参議院議員（1期）。

## 来歴
宮崎県都城市生まれ。京都大学法学部卒業、神戸大学大学院法学研究科を経て東京大学法科大学院を修了後、弁護士資格を取得し、2008年に総務省に入省。2013年より神奈川県庁に赴任し、11年間勤める中で国際観光課長、市町村課長、理事（未来創生担当）、知事補佐官、産業労働局長を歴任。
2024年8月27日、在職中に死去した島村大参院議員の後継候補を決める、神奈川選挙区公募に応募し、自由民主党公認候補として内定した。
2025年、第27回参議院議員通常選挙に神奈川県選挙区から自由民主党公認で立候補し、初当選した。

## 選挙歴
| 当落 | 選挙                     | 執行日         | 年齢 | 選挙区         | 政党       | 得票数     | 得票率 | 定数 | 得票順位 /候補者数 | 政党内比例順位 /政党当選者数 |
| ---- | ------------------------ | -------------- | ---- | -------------- | ---------- | ---------- | ------ | ---- | ------------------ | ---------------------------- |
| 当   | 第27回参議院議員通常選挙 | 2025年07月20日 | 43   | 神奈川県選挙区 | 自由民主党 | 72万2917票 | 15.90% | 4    | 3/16               | /                            |